# 1974 في أستراليا
فيما يلي قوائم الأحداث التي وقعت خلال عام 1974 في أستراليا.

## سياسة

### تعيين في المنصب
- 30 مارس – بيتر جونز عضو الجمعية التشريعية لأستراليا الغربية.
- 18 مايو – جون هوارد عضو مجلس النواب الأسترالي.
- 18 مايو – ريمون ستيل هول عضو مجلس الشيوخ الأسترالي [الإنجليزية]‏.

### انتهاء فترة المنصب
- 11 أبريل – ريمون ستيل هول عضو مجلس النواب جنوب أستراليا من الجمعية.

## مواليد

### يناير
- 9 يناير – غرانت دويل لاعب كرة مضرب أسترالي.

### فبراير
- 20 فبراير – جيسون كاميرون لاعب كرة سلة أسترالي.
- 22 فبراير – مات وايت درّاج طريق أسترالي.

### مارس
- 13 مارس – ديانا جلين ممثلة أسترالية.

### أبريل
- 20 أبريل – كارل موجيريدجي متسابق دراجات نارية أسترالي.

### يونيو
- 5 يونيو – سكوت درابر
- 23 يونيو – جويل إجيرتون ممثل أسترالي.
- 30 يونيو – مايكل هيل لاعب كرة مضرب أسترالي.

### أغسطس
- 5 أغسطس – آلفين سيكولي لاعب كرة قدم أسترالي.
- 11 أغسطس – دارين هيل درّاج طريق أسترالي.
- 25 أغسطس – باري كوان لاعب كرة مضرب بريطاني.

### أكتوبر
- 13 أكتوبر – تود لارخام لاعب كرة مضرب أسترالي.
- 16 أكتوبر – دانييلا دي تورو
- 20 أكتوبر – جيسون سميث لاعب كرة سلة أسترالي.
- 29 أكتوبر – ليزا مكشيا لاعبة كرة مضرب أسترالية.

### نوفمبر
- 10 نوفمبر – كريس ليلي كاتب سيناريو أسترالي.
- 20 نوفمبر – درو جين
- 23 نوفمبر – ناثان أونيل درّاج طريق أسترالي.

### ديسمبر
- 19 ديسمبر – ريكي بونتنغ لاعب كركيت أسترالي.
- 21 ديسمبر – كاري ويب لاعبة غولف أسترالية.

## وفيات

### يناير
- 1 يناير – ريتشارد لامب (مواليد 1907) دراج أسترالي.

### يونيو
- 20 يونيو – هوراس ليندروم (مواليد 1912) لاعب سنوكر أسترالي.